# Línea 8 (Santa Fe)
Línea 8 es una línea de transporte urbano de pasajeros de la ciudad de Santa Fe, Argentina. El servicio está actualmente operado por Autobuses Santa Fe S.R.L..

## Recorridos

### 8
Servicio diurno y nocturno. 
Recorrido: Azcuénaga - Defensa - Reg. 12 de Infantería - Piedras - French - Av. Gral. Paz - Ángel Casanello - Marcial Candioti - Salvador del Carril - Av. Gral. Paz - Marcial Candioti - Balcarce - O. Gelabert - San Jerónimo - Entre Ríos - Urquiza - Pietranera - Tarragona - Malvinas - Vera Mujica - Pietranera - San Lorenzo - Av. J.J. Paso - Bv. Zavalla - Corrientes - Santiago de Chile - Salta - Juan Díaz de Solís - Mendoza - Rivadavia - Castellanos - Necochea - Av.Gral.Paz - Agustín Delgado - Alvear - Ricardo Aldao - Av.Gral.Paz - French - Tacuarí - Ayacucho - Ríobamba - Parada.

### Combinaciones
Con Línea 3, al barrio Centenario, en San Lorenzo y Suipacha; con Línea 13, al sur, en Plaza del Soldado.